# 新竹縣竹東鎮竹東國民小學
新竹縣竹東鎮竹東國民小學（簡稱：竹東國小），位於台灣新竹縣竹東鎮，創立於日治時期初期，至今已有百年歷史。

## 校史[2]
- 1898年（明治31年）3月3日，創立「樹杞林公學校」。
- 1921年（大正10年）4月24日，改稱「竹東公學校」，同年橫山沙坑分校 （页面存档备份，存于）升格成立為沙坑國小。
- 1923年（大正12年）3月31日，二重埔分校成立為二重國小 （页面存档备份，存于）。
- 1941年（昭和16年）4月1日，改稱為「竹東旭東國民學校」。
- 1942年 （昭和17年）3月31日，雞油林分校成立為中山國小 （页面存档备份，存于）。
- 1944年 （昭和19年）3月31日，上坪分校成立為瑞峰國小 （页面存档备份，存于）。
- 1945年（昭和20年）5月28日，遭盟機炸毀教室一間。同年11月20日，舉辦光復接受典禮。
- 1946年（民國35年）5月24日，改稱「新竹市竹東第一國民學校」。
- 1950年（民國39年）10月25日，改稱「新竹縣國民學校」。
- 1955年（民國44年）8月1日，分設大同國民學校 （页面存档备份，存于）。
- 1969年（民國57年）8月1日，改稱「新竹縣竹東國民小學」。
- 1999年（民國88年）11月20日，慶祝創校百年校慶
- 2011年（民國100年）5月7日，重建教學大樓（至真樓）完工
- 2014年（民國103年）5月，榮獲教育部 103 年度閱讀磐石獎學校。